# 维克托·莫罗·罗德里格斯
维克托·莫罗·罗德里格斯（西班牙語：Víctor Moro Rodríguez，1926年4月25日—2021年12月15日），西班牙经济学家、政治人物。

## 生平
1926年生于卢戈省里瓦德奥。1948年进入西班牙银行工作。1976年1月至1977年4月，任西班牙贸易部渔业总局局长。1977年代表民主中间联盟当选西班牙众议院议员。1978年4月至1979年1月，任运输和通信部副部长，负责渔业和商船工作。1980年任西班牙银行巴塞罗那分行行长。2021年12月15日逝世。

## 荣誉
- 里瓦德奥荣誉市民（2012年）